# Leathley
Leathley är en ort och civil parish i Storbritannien.   Den ligger i grevskapet North Yorkshire och riksdelen England, i den centrala delen av landet, 290 km norr om huvudstaden London. Leathley ligger 66 meter över havet och antalet invånare är 181.
Terrängen runt Leathley är platt österut, men västerut är den kuperad. Leathley ligger nere i en dal. Runt Leathley är det mycket tätbefolkat, med 1 313 invånare per kvadratkilometer. Närmaste större samhälle är Leeds, 15,0 km söder om Leathley. Trakten runt Leathley består i huvudsak av gräsmarker.